# 山下洋子
山下 洋子（やました ひろこ、1977年3月22日 - ）は、日本の元女子バレーボール選手。

## 来歴
北海道千歳市出身。家族は両親と姉、妹の5人家族。
旭川実業高等学校を経て、1995年に東洋紡オーキスに入団。1998年に現役を引退した。

## 球歴・受賞歴
- 所属チーム履歴

旭川実業高等学校 → 東洋紡オーキス （1995-1998年）